# Foreste pluviali di pianura e paludose della Nuova Guinea settentrionale
Le Foreste pluviali montane della Nuova Guinea settentrionale sono una ecoregione terrestre della ecozona australasiana appartenente al bioma delle Foreste pluviali di latifoglie tropicali e subtropicali (codice ecoregione: AA0116) che si sviluppa per circa 135.300 km2 sul versante settentrionale dell'isola della Nuova Guinea.
Lo stato di conservazione è considerato in pericolo critico.

## Territorio

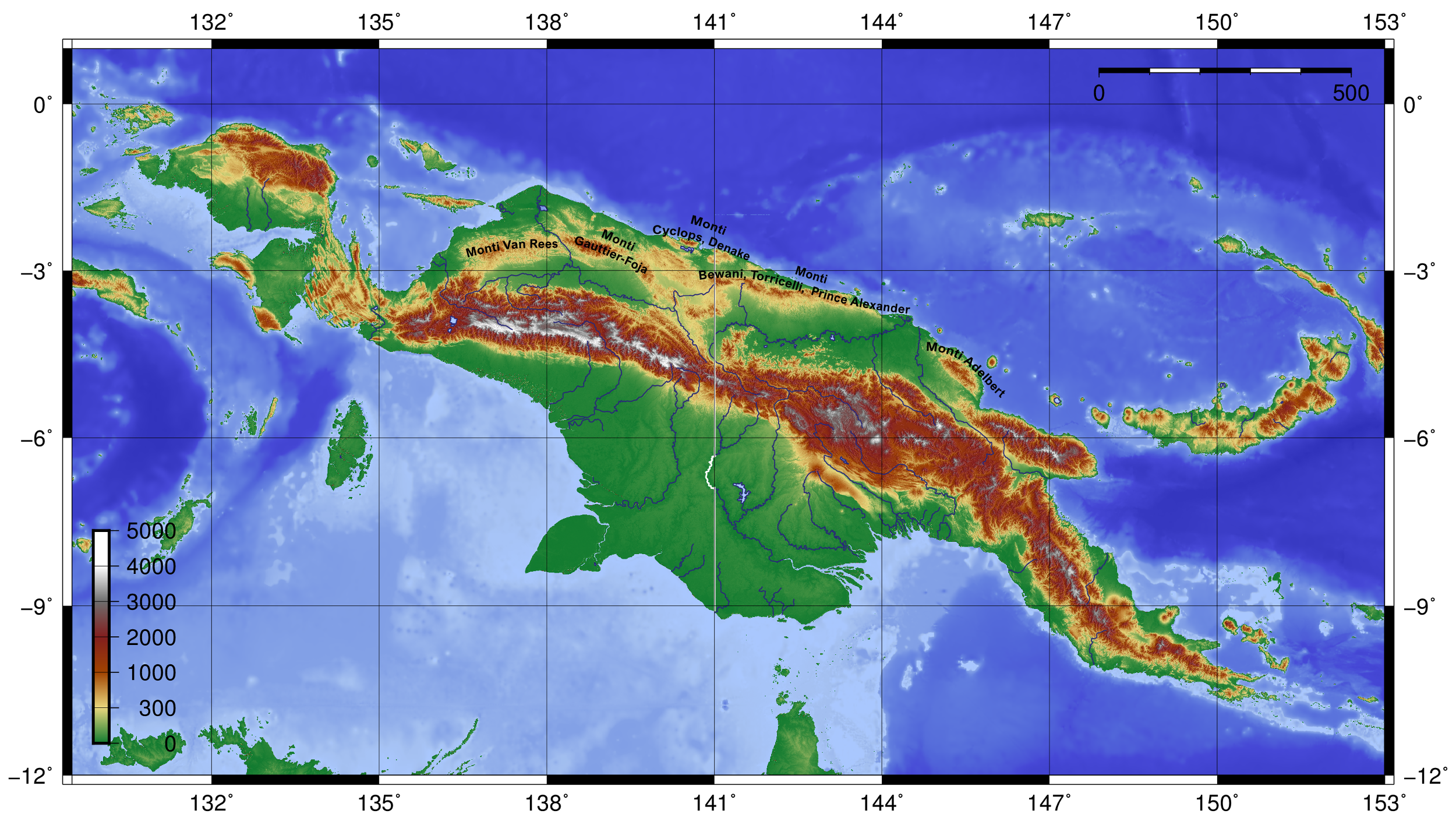
Carta topografica della Nuova Guinea

Questa ecoregione è composta dalle foreste di pianura, acqua dolce e torbiere, che si trovano nella pianura e sulle colline pedemontane che vanno dal lato settentrionale della Cordigliera Centrale  fino alla costa del Pacifico dell'isola di Nuova Guinea, sia sul versante indonesiano che su quello della Papua Nuova Guinea (PNG). Le foreste al di sopra dei 1.000 m di altitudine fanno parte di una contigua ecoregione chiamata foreste pluviali montane della Nuova Guinea settentrionale (codice WWF AA0116).
L'ecoregione è incentrata su quattro grandi bacini fluviali: i bacini fluviali Mamberamo, Taritatu (anche noto come Idenburg ) e Tariku (anche noto come Rouffaer), nella Nuova Guinea Occidentale e i bacini fluviali Sepik, Ramu e Markham in Papua Nuova Guinea. La regione depressionaria alla confluenza dei fiumi Taritatu e Tariku che genera il fiume Mamberamo, viene chiamata Lakes-Plains o Meervlakte per usare un termine coniato al tempo che quel territorio faceva parte della Nuova Guinea Olandese. Questa regione è delimitata dalle colline pedemontane della Cordigliera Centrale a sud e i Monti Van Rees e Foya a nord. Il Mamberamo è il fiume più grande della Nuova Guinea Occidentale ed ha un bacino di circa 78.000 km2. Oltre la confluenza dei fiumi Tariku e Taritatu, il Mamberamo gira bruscamente verso nord, scorrendo per 175 km attraverso una serie di rapide e strette gole che tagliano le montagne Van Rees e Foja fino a sfociare nel Pacifico presso Capo D'Urville, al limite nord-orientale della Baia di Cenderawasih. Lungo il suo percorso il Mamberamo forma anche alcuni laghi, il lago Bira nel Mamberamo medio e il lago Rombebai nel Mamberamo inferiore.
Il fiume Sepik, uno dei due più grandi bacini idrografici in PNG, sostiene una grande popolazione umana che dipende fortemente dal fiume. Sebbene vi sia un'area estesa nei bacini superiori, ampie porzioni dei corsi principali di questi fiumi scorrono attraverso ampie valli alluvionali, che consistono in estese zone umide. Ventuno dei ventiquattro laghi più grandi della PNG si trovano ad altitudini di 40 m o meno e molti di questi sono associati al fiume Sepik.
Il clima dell'ecoregione è tropicale umido, caratteristico di questa parte della Melanesia, situata nell'Oceano Pacifico occidentale a nord dell'Australia
La Nuova Guinea settentrionale è un'area tettonica molto attiva con una storia geologica complessa. La depressione di Lakes-Plain, che forma una larga parte di questa ecoregione, è costituita da rocce sedimentarie clastiche e depositi alluvionali recenti.

## Flora

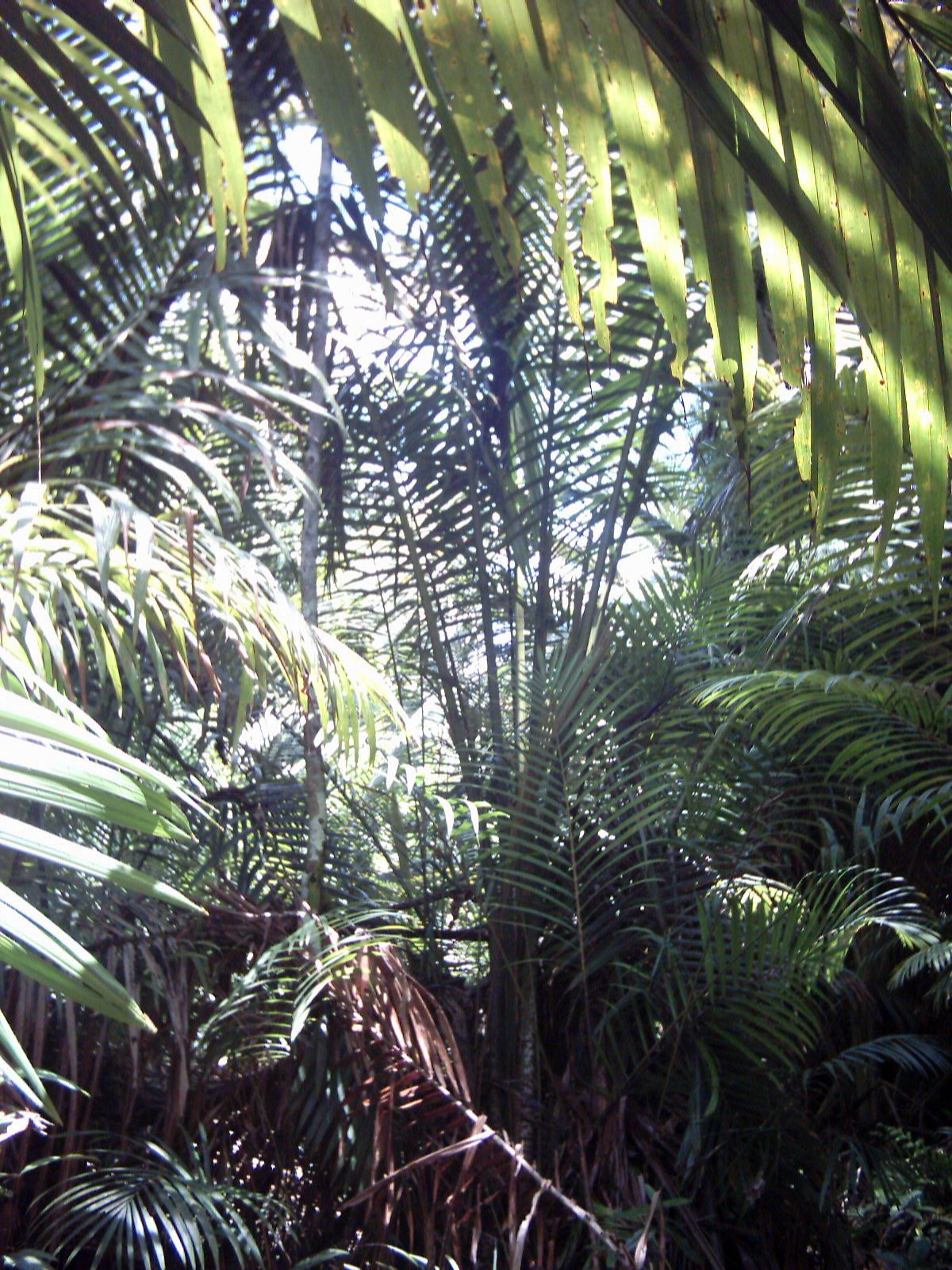
Metroxylon sagu, Sepik Est, Papua New Guinea, 2004

Le foreste di pianura e le paludi d'acqua dolce di questa ecoregione contengono habitat diversi, tra cui foreste di pianura e collinari, paludi erbose, foreste paludose, savane e boschi. L'habitat più esteso in questa ecoregione è la foresta sempreverde di latifoglie di pianura, che può essere suddivisa grossolanamente in foresta alluvionale e collinare.
La foresta alluvionale di pianura ha una volta a più livelli e irregolare, con molte piante emergenti. Il sottobosco della foresta contiene uno strato di arbusti ed erbe con una varietà di rampicanti, epifite e felci. Le palme possono essere comuni nello strato di arbusti. La composizione floristica molto mista degli alberi della volta include Pometia pinnata, Octomeles sumatrana, Alstonia scholaris e specie di Ficus e Terminalia. Altri generi importanti includono Pterocarpus, Artocarpus, Planchonella, Canarium, Elaeocarpus, Cryptocarya, Celtis, Dracontomelon, Dysoxylum, Syzygium, Vitex, Spondias e Intsia.
La foresta collinare di pianura, con una chioma più bassa e più chiusa, contiene uno strato di arbusti più aperto ma uno strato erbaceo più denso. Le palme sono meno numerose. Gli alberi dominanti della chioma includono specie di Pometia, Canarium, Anisoptera, Cryptocarya, Terminalia, Syzygium, Ficus, Celtis, Dysoxylum e Buchanania. Koompassia, Dillenia, Eucalyptopsis, Vatica e Hopea sono localmente abbondanti. Densi boschi di Araucaria, gli alberi tropicali più alti del mondo, sono presenti in luoghi sparsi.
A causa della sua vasta estensione geografica, questa ecoregione è soggetta a variazioni locali. Nella Cordigliera Centrale e nelle colline pedemontane del Sepik, estese distese di Agathis labillardieri sostengono una fauna epifita altamente diversificata. Il bacino del Ramu sostiene estese aree di foresta pluviale di pianura e foresta paludosa, alcune delle quali si sono sviluppate su roccia madre ultrabasica.
Le foreste di palude di pianura sono estese nelle porzioni di pianura settentrionali dell'isola, associate a sistemi fluviali a bassa pendenza come il fiume Sepik. La falda freatica è vicina o al di sopra della superficie terrestre, ma può fluttuare ampiamente. Gran parte della foresta lungo i fiumi è soggetta a inondazioni. Un ambiente dinamico come queste zone umide di acqua dolce contiene un mosaico di habitat. Un elenco dei subhabitat delle paludi d'acqua dolce di pianura comprende vegetazione erbacea palustre, palude di Leersia, palude di Saccharum-Phragmites, palude di Pseudoraphis, savana paludosa mista, savana paludosa di Melaleuca, bosco paludoso misto, bosco paludoso di sago, bosco paludoso di pandan, foresta paludosa mista, foresta paludosa di Campnosperma, foresta paludosa di Teminalia e foresta paludosa di Melaleuca.
La struttura della volta delle foreste paludose varia da molto piccola a media, da densa ad aperta, con una chioma di 20-30 m di altezza uniforme. La palma da sago (Metroxylon sagu) e specie di Pandanus sono generalmente presenti nella sottochioma. Gli alberi della chioma della foresta paludosa includono Campnosperma brevipetiolatum, Campnosperma auriculatum, Terminalia canaliculata, Nauclea coadunata e specie di Syzygium, con Myristica hollrungii nelle aree del delta. Tuttavia, mentre alcune foreste paludose sono quasi esclusivamente popolate di Campnosperma o Melaleuca, altre sono ricche di specie e sono possibili molte altre specie di alberi. La chioma lungo il fiume Mamberamo è alta circa 45 m e include Ficus e Pittosporum ramiflorum. Altre foreste inondate includono Timonius, Dillenia e Nauclea.
Gli habitat erbosi sono dominati da Leersia, Phragmites e Saccharum.
Una piccola porzione dell'ecoregione, lungo il corso del fiume Mamberamo, fa parte del centro di diversità vegetale (CDP) Mamberamo-Pegunungan Jayawijay (in Nuova Guinea Occidentale).

## Fauna
Questa ecoregione mostra una ricchezza e un endemismo da bassi a moderati se confrontata con quelli di altre ecoregioni in Indo-Malesia. Si ritiene che la ricchezza di rettili e anfibi sia elevata, ma è scarsamente documentata.

### Mammalia

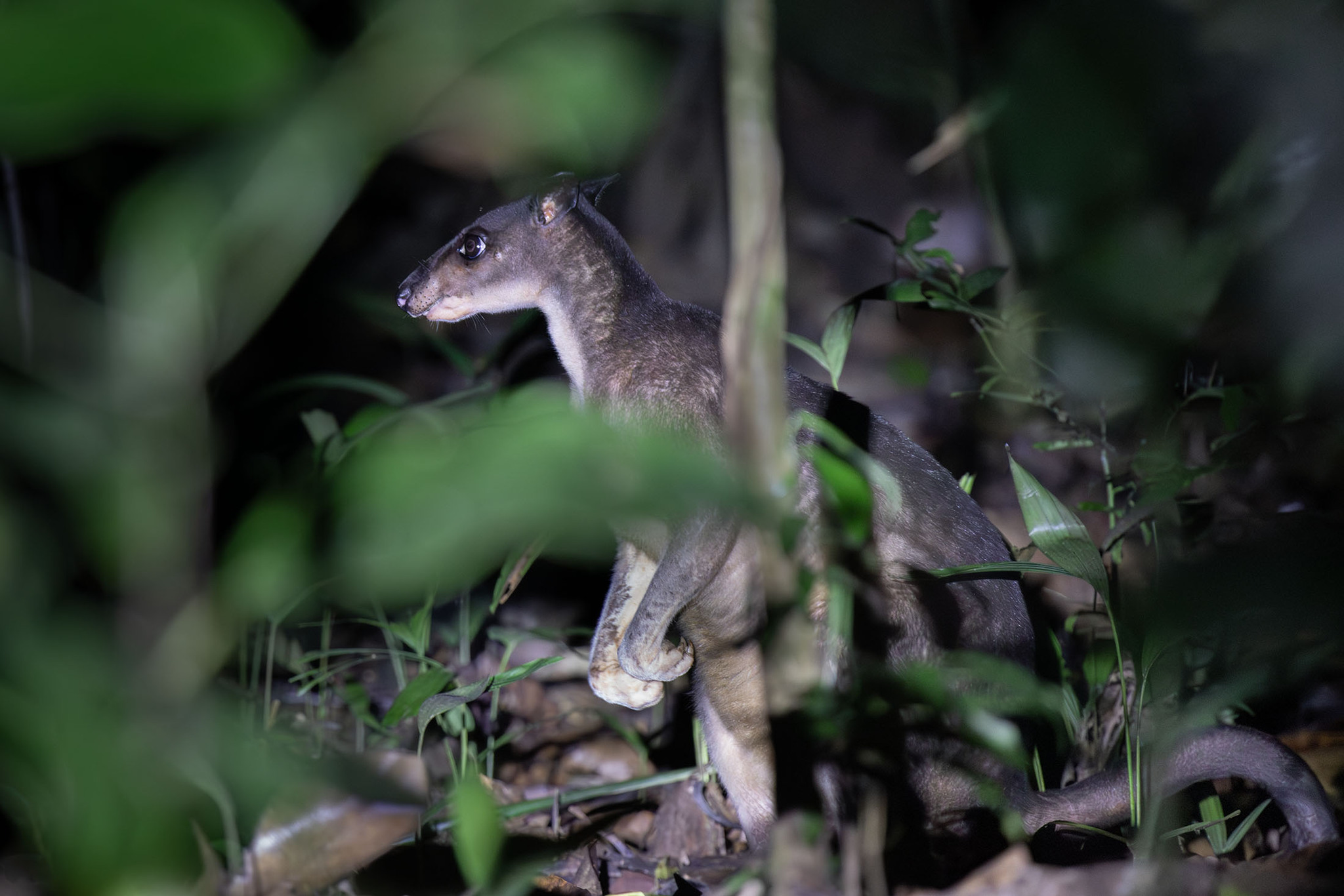
Dorcopsis muelleri, West Papua, Indonesia, 2024

La fauna dei mammiferi è composta da un'ampia varietà di marsupiali tropicali dell'Australasia, tra cui i canguri arboricoli. Le settantasei specie di mammiferi in questa ecoregione includono tredici specie endemiche o quasi endemiche. Il pipistrello della frutta dalle narici a tubo minore (Nyctimene draconilla) e il pipistrello dalla coda a guaina maggiore (Emballonura furax) sono considerati vulnerabili. La parte occidentale dell'ecoregione è l'unico sito noto in PNG per l'opossum dalla coda ad anello occidentale (Pseudocheirus albertisi).
Altre specie di mammiferi endemici o quasi endemici della regione includono:
- echimipera di Clara (Echymipera clara);
- echimipera di Menzies (Echymipera echinista);
- dorcopside dalle strisce bianche (Dorcopsis hageni);
- dorcopside bruno (Dorcopsis muelleri);
- pipistrello a foglia rotonda di Wollaston (Hipposideros wollastoni);
- pipistrello a foglia rotonda di Hill (Hipposideros edwardshilli);
- pipistrello dalle orecchie a tromba (Kerivoula muscina);
- pipistrello dalla coda libera con mantello (Otomops secundus);
- ratto acquatico settentrionale (Paraleptomys rufilatus);
- ratto d'acqua occidentale (Hydromys hussoni);
- topo a pennello di Shaw Mayer (Pogonomelomys mayeri).

### Aves

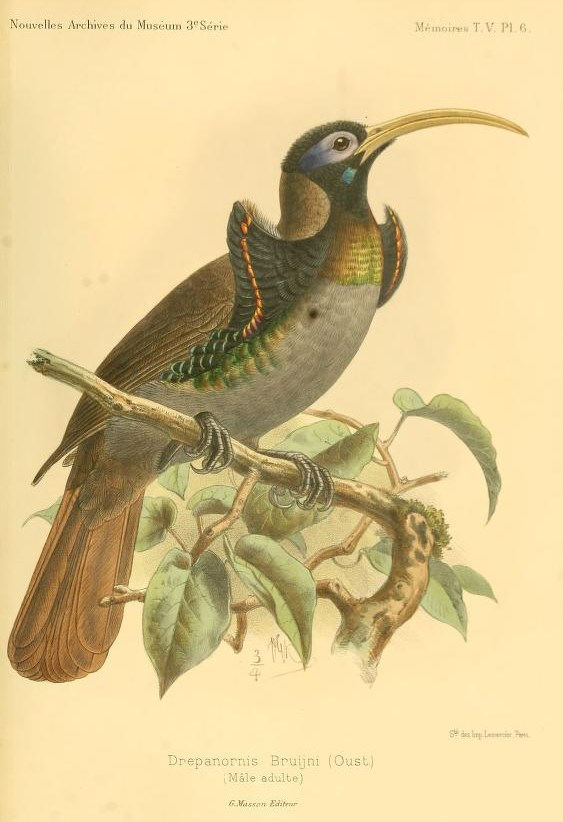
Drepanornis bruijnii, Nuova Guinea, 1893

L'avifauna dell'ecoregione ha caratteristiche australasiatiche e include diversi rappresentanti di famiglie australasiatiche fra cui Paradisaeidae, Ptilonorhynchidae, Eopsaltridae, e Meliphagidae.
L'ecoregione corrisponde all'Endemic Bird Area (EBA) delle Pianure della Papua settentrionale he ha nove specie di uccelli a raggio ristretto, tra cui cinque specie che non si trovano in nessun altro posto sulla Terra. L'ecoregione contiene sedici specie endemiche o quasi endemiche. Il pappagallo dei fichi di Salvadori (Psittaculirostris salvadorii) è considerato vulnerabile.
Fra le specie endemiche della regione ci sono:
- Philemon brassi o uccello frate di Brass;
- Epimachus bruijnii (Drepanornis bruijnii) o paradisea dal becco a falce becco chiaro.

Altre specie quasi endemiche della regione sono:
- Psittaculirostris edwardsii o pappagallo dei fichi di Edwards;
- Chalcopsitta duivenbodei o lori bruno;
- Aerodramus papuensis o salangana papua;
- Tanysiptera nympha o martin pescatore del paradiso dal petto rosso;
- Corvus fuscicapillus o corvo testabruna;
- Monarcha rubiensis o monarca rossiccio;
- Arses insularis o monarca collorossiccio;
- Pachycephala leucogastra o zufolatore panciabianca;
- Ptilorrhoa geislerorum o garrulo splendido testabruna;
- Pachycephalopsis hattamensis o pigliamosche neoguineano dorsoverde;

## Conservazione

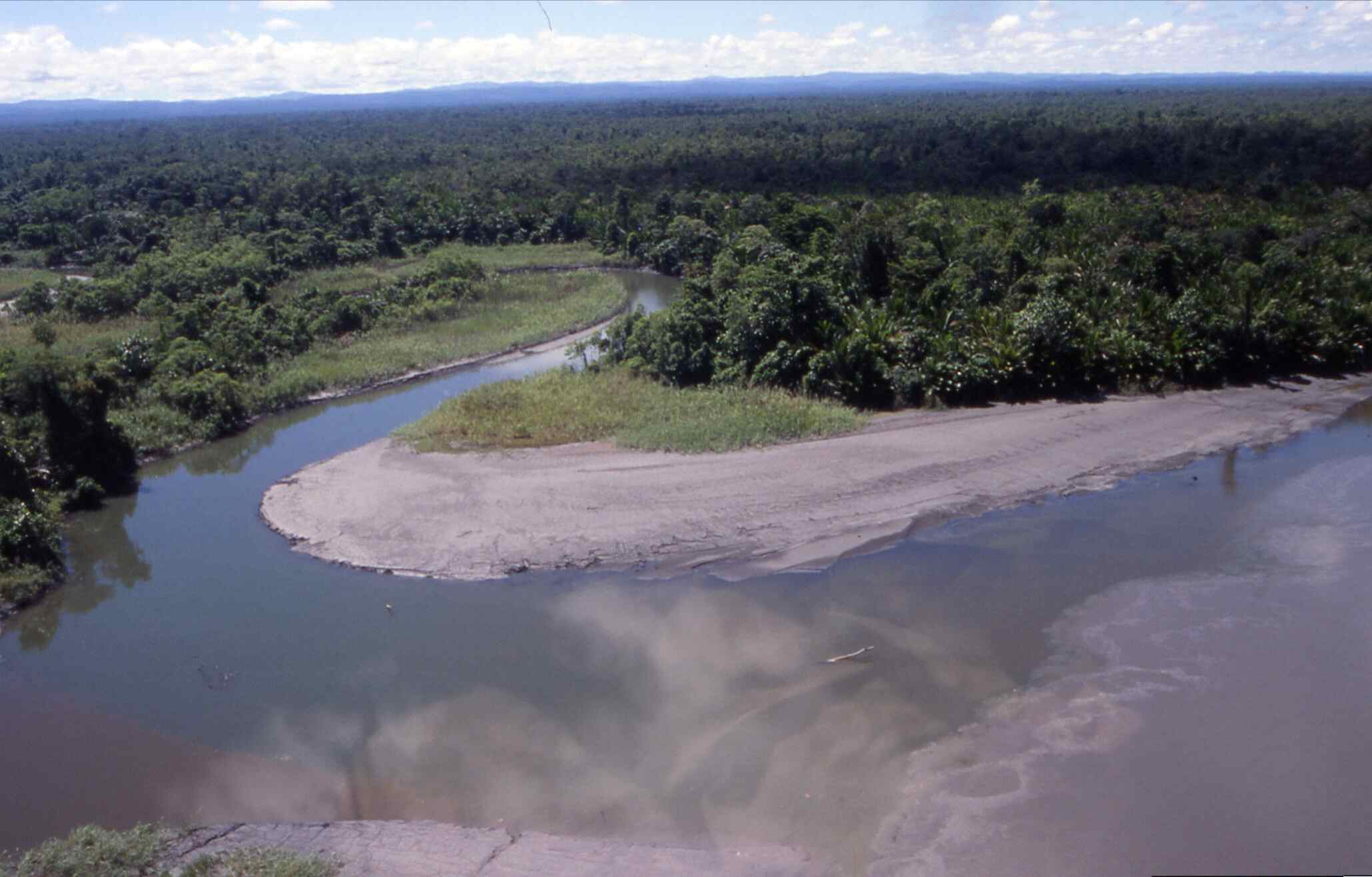
Fiume Mamberamo, Papua, 2021

Le minacce a questa ecoregione derivano dallo sviluppo di infrastrutture nella regione e dalle attività agricole e di commercio del legname. Fra le infrastrutture si segnala la realizzazione di una autostrada pianificata tra Jayapura e Wamena e la realizzazione di una grande diga nelle gole del Mamberamo.
Lo stato di conservazione della regione è considerato critico.
La principale area protetta della regione e la Riserva faunistica di Mamberamo Foja, nella provincia di Papua, nella Nuova Guinea Occidentale.